# Liam Bridcutt
Liam Bridcutt (Reading, 8 maggio 1989) è un ex calciatore inglese naturalizzato scozzese, di ruolo centrocampista.

## Palmarès

### Club

#### Competizioni nazionali
- Football League One: 1

Brighton: 2010-2011